# Marco Reus
Marco Reus (Dortmund, 31 de maio de 1989) é um futebolista alemão que atua como meio-campista ou ponta-esquerda. Atualmente joga no Los Angeles Galaxy, dos Estados Unidos.
Ídolo do Borussia Dortmund, clube que defendeu por 12 anos, o jogador atuou em mais de 400 partidas com a camisa aurinegra. Além disso, figura no top 10 de atletas com mais jogos na equipe e, em 2023, tornou-se o segundo maior artilheiro da história do Dortmund, atrás apenas de Alfred Preissler.

## Carreira

### Início
Jogou por três clubes em sua carreira profissional, começando em 1994, nas categorias de base do Post SV Dortmund, time da sua cidade natal. Dois anos depois mudou-se para o Borussia Dortmund, onde ficou por dez temporadas, até se mudar para o Rot Weiss Ahlen.
Antes de atuar pelo time profissional do Rot Weiss Ahlen, Reus defendeu o Rot Weiss Ahlen II. Posteriormente jogou nas categorias Sub-17, Sub-19 e em alguns campeonatos como a Fußball-Regionalliga, a quarta divisão do Campeonato Alemão. O jogador também atuou na Westfalen Oberliga, um campeonato regional alemão Sub-23.

### Rot Weiss Ahlen
Marco Reus começou a jogar futebol na sua cidade natal pelo Post SV Dortmund em 1994 se juntou às categorias de base do Borussia Dortmund em 1996. Ele jogou pelo Borussia até que partiu para o Rot Weiss Ahlen no verão de 2006.
Durante seu primeiro ano lá, foi destaque em seis jogos para o segundo time do clube jogando na Westphalia League. Ele marcou um gol em cada um dos seus dois primeiros jogos. O jovem atacante começou duas vezes e participou em 14 partidas, marcando duas vezes ajudando sua equipe a ser promovida para a Bundesliga 2.
Na temporada seguinte, com 19 anos de idade, Reus atuou em 27 partidas e marcou quatro vezes, no decorrer dessa temporada Reus foi se tornando um dos destaques da Bundesliga 2 sendo um dos principais jogadores para seu time e ao final da temporada tinha chamado a atenção dos clubes da elite do futebol alemão.
No final desta temporada, seu time ficou na decima colocação da Bundesliga 2. Com isso, Reus foi contratado pelo Borussia Mönchengladbach por aproximadamente 1 milhão de euros, assinando contrato até 30 de junho de 2013.

### Borussia Mönchengladbach
Na temporada de 2009–10 pelo seu novo clube iria disputar a primeira divisão do Campeonato Alemão, conhecida como Bundesliga.

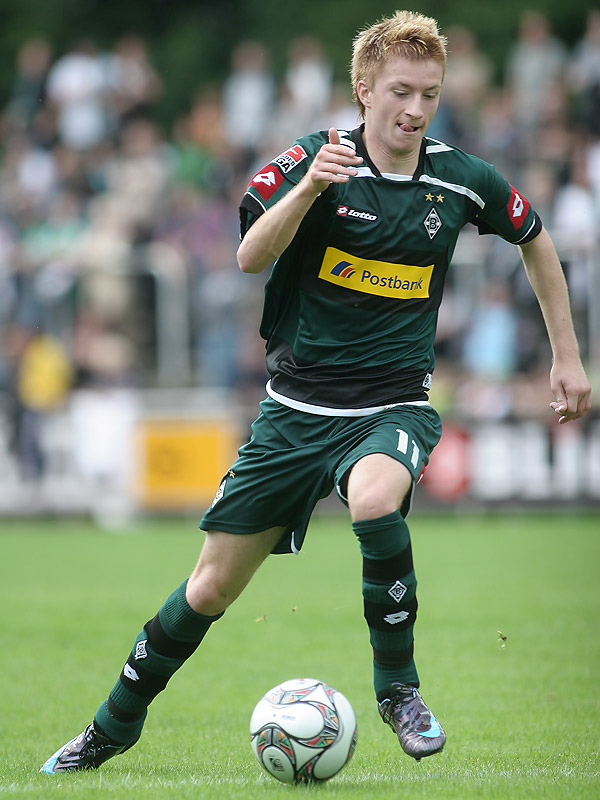
Reus atuando pelo Mönchengladbach em 2009

No início de sua primeira temporada pelo Borussia Mönchengladbach, Reus era relacionado para os jogos, porém ficava quase sempre na reserva, conseguindo ser titular apenas após alguns meses de clube. O jogador marcou seu primeiro gol pelo Gladbach no dia 28 de agosto de 2009, numa partida contra o Mainz 05.
Esse gol fez com que ganhasse confiança de seu técnico, disputando o restante da temporada como titular, mostrando grande evolução e sendo o destaque do time, começando, também, a ganhar um pequeno destaque na Alemanha. No decorrer da temporada marcou oito gols pelo seu time e ainda ajudou o Borussia Mönchengladbach distribuindo algumas assistências.
A aposta se provou boa já na primeira temporada, quando Marco Reus marcou oito gols em 33 partidas disputadas, figurando em todas as listas de revelações da Bundesliga na temporada e chamando a atenção do técnico da seleção, que o convocou em duas oportunidades, sem sucesso, para defender a Seleção Alemã.

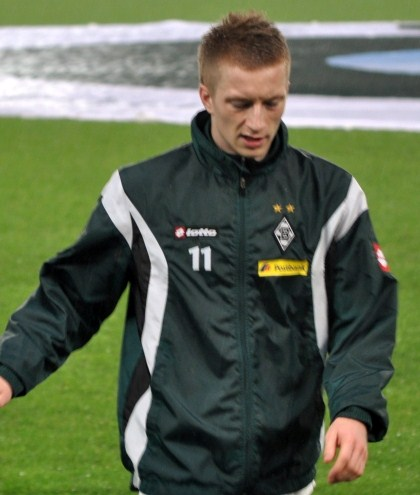
Marco Reus durante um treino em 2011

Na temporada seguinte, marcou 10 gols e foi o artilheiro do time. No dia 2 de novembro de 2010, renovou seu contrato até 30 de junho de 2015. No entanto, sua equipe teve uma temporada ruim e passou a maior parte do campeonato alemão nas últimas posições, lutando para não ser rebaixado.
Nessa mesma temporada, Reus recebeu, no time titular, o goleiro Marc-André ter Stegen. O goleiro, que futuramente viria a ser seu parceiro de Seleção Alemã, estreou contra o Colônia, em um clássico na 29ª rodada da Bundesliga. Em tal jogo, Marco marcou dois gols e ajudou Marc e o elenco a conquistarem os três pontos com um goleada por 5–1.
Na temporada 2011–12, Marco Reus se tornou o principal jogador do Gladbach e o principal jogador do Campeonato Alemão, mostrando uma evolução grandiosa e sendo eleito no final da temporada Futebolista Alemão do Ano. O atacante começou bem a temporada, marcando sete gols em doze partidas. Seu contrato seria por mais três temporadas e tinha uma cláusula de rescisão de 18 milhões de euros.
Na pausa de inverno do Campeonato Alemão, o jogador foi especulado em vários clubes da Europa. No dia 4 de janeiro de 2012, o Borussia Mönchengladbach anunciou que Reus iria deixar o clube no final da temporada, se transferindo para o Borussia Dortmund por uma taxa de transferência de 17,5 milhões de euros, assinando um contrato de cinco de temporadas. Em 2011, antes de se transferir, Reus foi coberto de elogios pelo treinador suíço Lucien Favre: "Ele só tem 22 anos e é um dos melhores jogadores que treinei na carreira".

### Borussia Dortmund

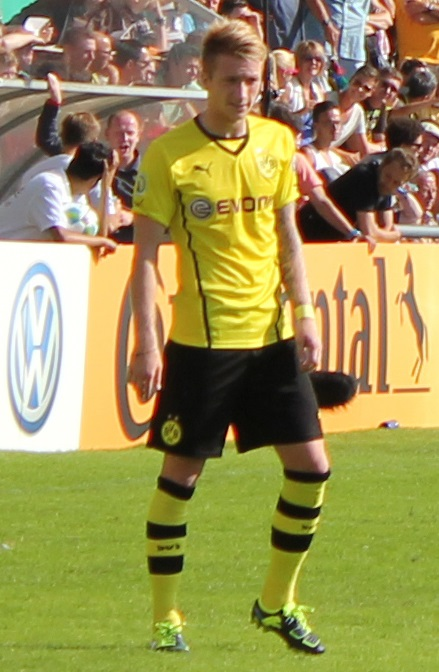
Reus atuando pelo Borussia Dortmund em 2013

Com muito destaque pelo rival, Reus foi contratado pelo Borussia Dortmund no dia 4 de janeiro de 2012, assinando contrato até junho de 2017 com o clube em que já havia defendido nas categorias de base. Apesar de ter a contratação anunciada em janeiro, o vínculo se iniciaria somente a partir de junho.
Estreou na Bundesliga no dia 24 de agosto, numa vitória por 2–1 sobre o Werder Bremen, onde marcou seu primeiro gol pela equipe. Em fevereiro de 2013, Reus marcou um hat-trick e garantiu o triunfo por 3–0 sobre o Eintracht Frankfurt. O atacante marcou 14 gols no Campeonato Alemão e cinco na Liga dos Campeões.
Na sequência de suas temporadas com o time alemão, Reus passou a firmar-se como um dos principais goleadores e assistentes de sua equipe. Na equipe, o jogador dividiu elenco com diversos atacantes, como Robert Lewandowski, Mario Götze, Ciro Immobile, Erling Haaland e Pierre-Emerick Aubameyang, mas todos eles saíram da equipe em algum momento de suas carreiras e isso fez com que a torcida e a mídia tratassem Marco como um dos atletas mais leais do time, ainda que este pudesse também e aventurar em outras equipes europeias.

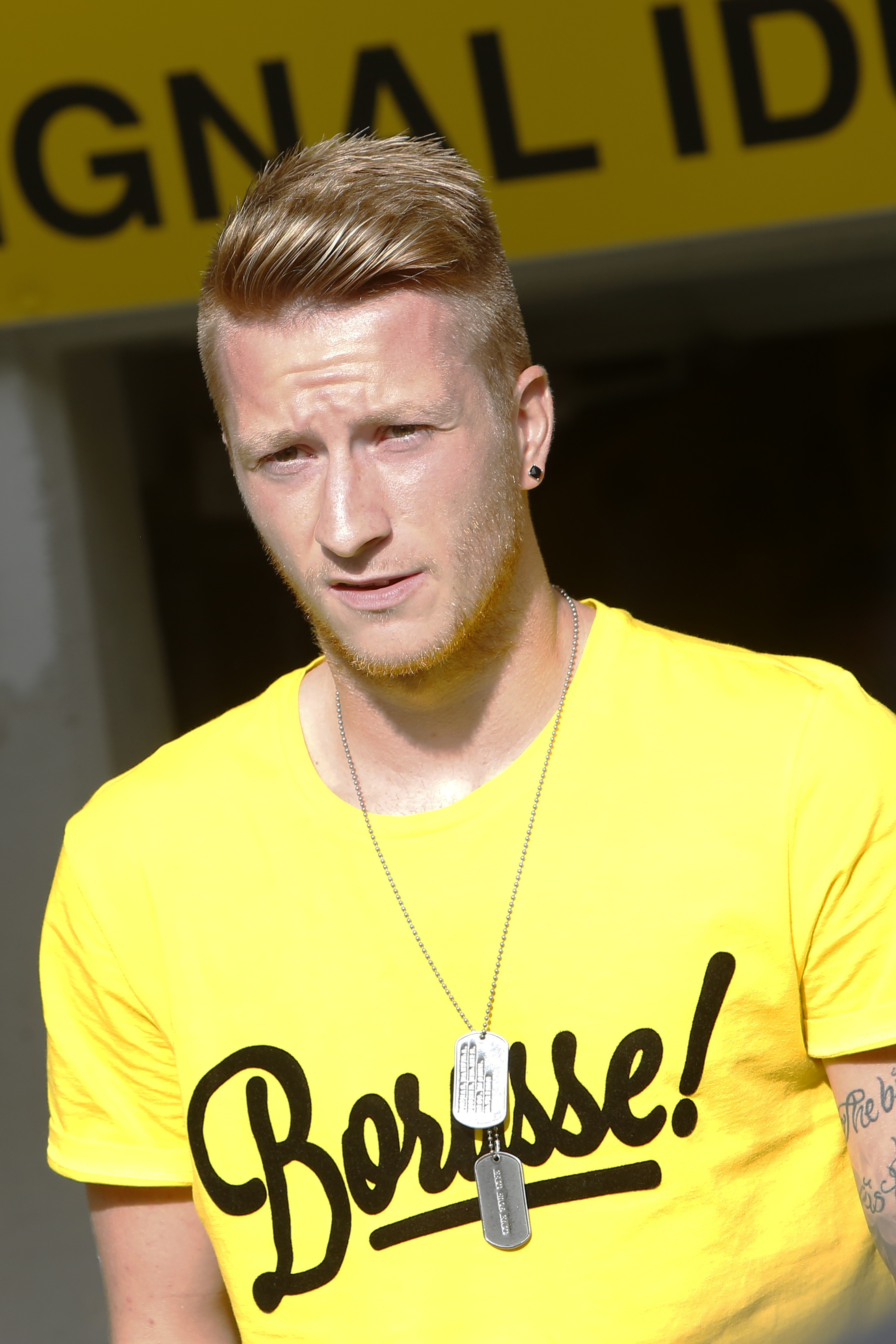
Marco Reus em 2014

Pela Liga Alemã, o jogador obtivera demasiado destaque individual em diversas temporadas. Já na sua segunda temporada, marcou 16 gols na Bundesliga, algo que ele só viria a superar uma vez em toda sua passagem pelo Borussia. Tantos gols fizeram com que Reus empatasse com Roberto Firmino na quarta posição da artilharia. O alemão ficou a quatro gols de empatar com seu colega de equipe, Robert Lewandowski, nesse quesito (que terminou a competição com 20 gols). Todavia, com suas 14 assistências, Reus foi o jogador que mais deu passes a gol em todo o Campeonato Alemão.
Na Bundesliga de 2015–16, terminou a competição com 12 gols, e passou a possuir a braçadeira de capitão em algumas oportunidades na ausência do zagueiro Mats Hummels. A primeira vez que ele havia conseguido a faixa havia sido na primeira rodada da Bundesliga passada, quando enfrentou o Bayer Leverkusen de Son Heung-min.
Sua outra magnífica temporada de Bundesliga aconteceu na temporada 2018–19. Individualmente, o jogador passou a assumir a braçadeira de capitão titular, e em 27 partidas, o atacante balançou as redes adversárias em 17 oportunidades e ficou somente a cinco gols de empatar com Lewandowski na artilharia do Campeonato Alemão. Com 12 assistências, o jogador também esteve muito próximo de empatar com Jadon Sancho nesse quesito, mas teria de ter dado mais seis passes para tentos de seus companheiros.

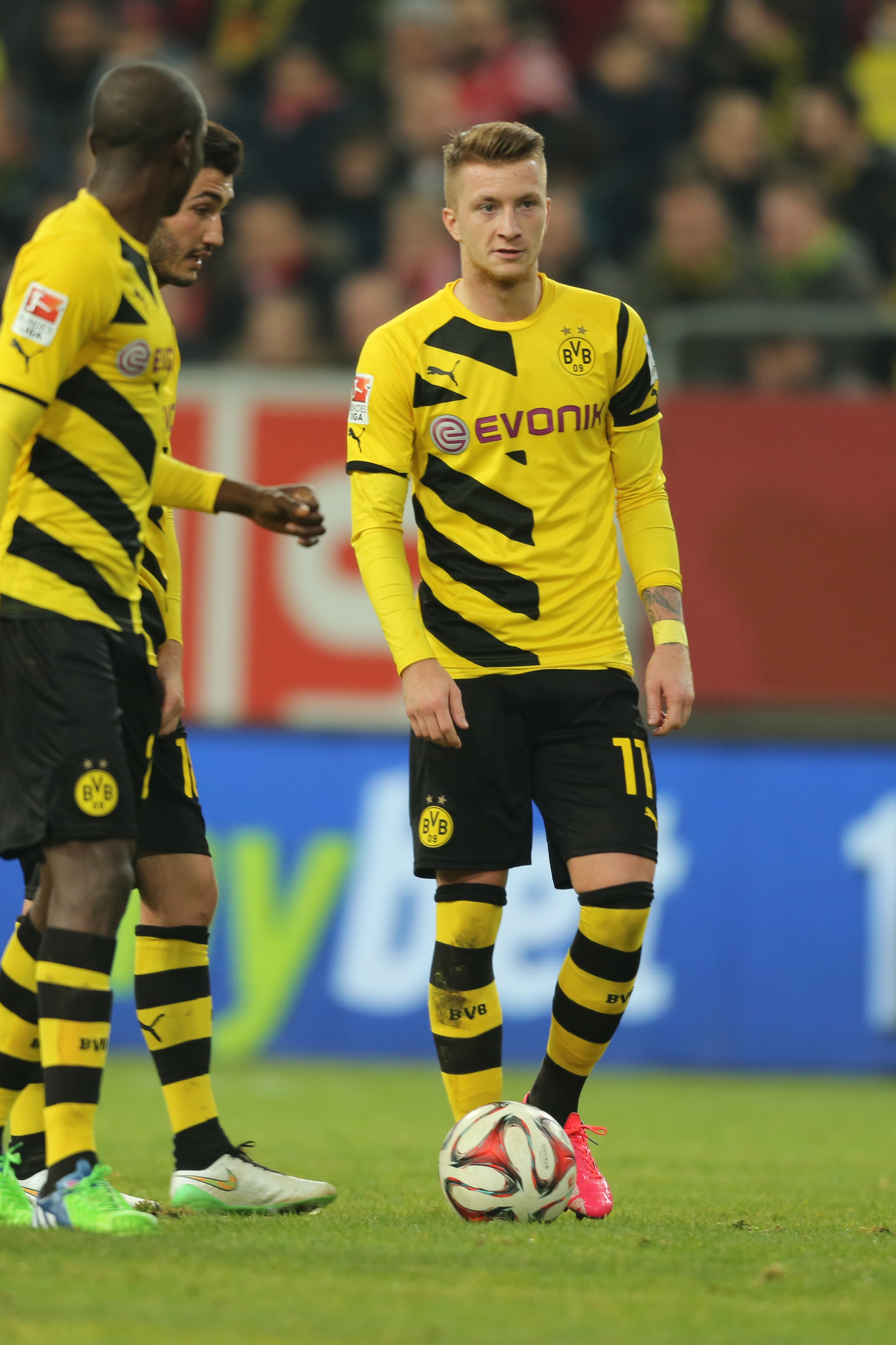
Reus e seus companheiros no Borussia em 2015

Nessa temporada, o Borussia Dortmund esteve próximo de quebrar a hegemonia do Bayern de Munique na Bundesliga. A equipe chegou a liderar o campeonato por 21 rodadas, mas foram superados pelo time de Munique e deixaram o troféu escapar na 28ª jornada, após sofrerem uma goelada de 5–0 para o próprio time da Baviera.
Pela Bundesliga de 2019–20, Reus conseguiu uma enorme sequência de jogos sem se lesionar nenhuma vez, mas deixou de entrar em campo na 21ª rodada, justamente por problemas musculares, e não voltou mais a campo até a chegada da temporada seguinte.
A partir daí, o jogador não chegou mais a fazer temporadas onde superou a marca de dez gols, mas pôde encontrar um novo ápice na Bundesliga de 2021–22, pois ficou como o terceiro jogador que mais deu assistências (12), atrás somente de Christopher Nkunku (13) e Thomas Müller (18).
Na Bundesliga de 2022–23, Reus esteve muito próximo de conquistar seu primeiro Campeonato Alemão. O Dortmund liderou a competição em três oportunidades: nas rodadas 25, 29 e 33. Ou seja, a equipe chegou na última jornada, a 34ª, dependendo apenas de si mesmo para conquistarem o título (ou de uma derrota do Bayern). No jogo decisivo, Marco viu o Mainz abrir uma vantagem de 2–0 já no primeiro tempo, mas Raphaël Guerreiro e Niklas Süle buscaram o empate no final do jogo. O resultado poderia ter sido diferente se o centroavante Sébastien Haller não tivesse desperdiçado um pênalti no primeiro tempo. O Signal Iduna Park estava em festa com o resultado, pois o Colônia arrancava um empate com o Bayern no outro jogo. No entanto, o clube vermelho viu o jovem Jamal Musiala desempatar a partida nos acréscimos e garantir assim o 11º título consecutivo do clube da Baviera. A frustação do Borussia foi enorme, pois não conquistavam a competição há 11 anos e os atletas tiveram de amargar o vice-campeonato mais uma vez.
Em março de 2023, quando disputava o Campeonato Alemão, Reus chegou a marca de 161 gols pelo Dortmund. Desse modo, como fizera dois gols no mesmo jogo, superou a marca de Michael Zorc e isolou-se na artilharia histórica do seu time.
Apesar de nunca ter conseguido o troféu do Campeonato Alemão, Reus teve momentos mais eufóricos na Copa da Alemanha. O alemão chegou a final da Copa em cinco oportunidades, e conseguiu levantar a taça nas duas últimas vezes que chegou até a decisão.
Nas primeiras três vezes que conseguiu ir até a final, o clube foi derrotado pelo Bayern (duas vezes) em 2014 e em 2016, e pelo Wolfsburg em 2015.

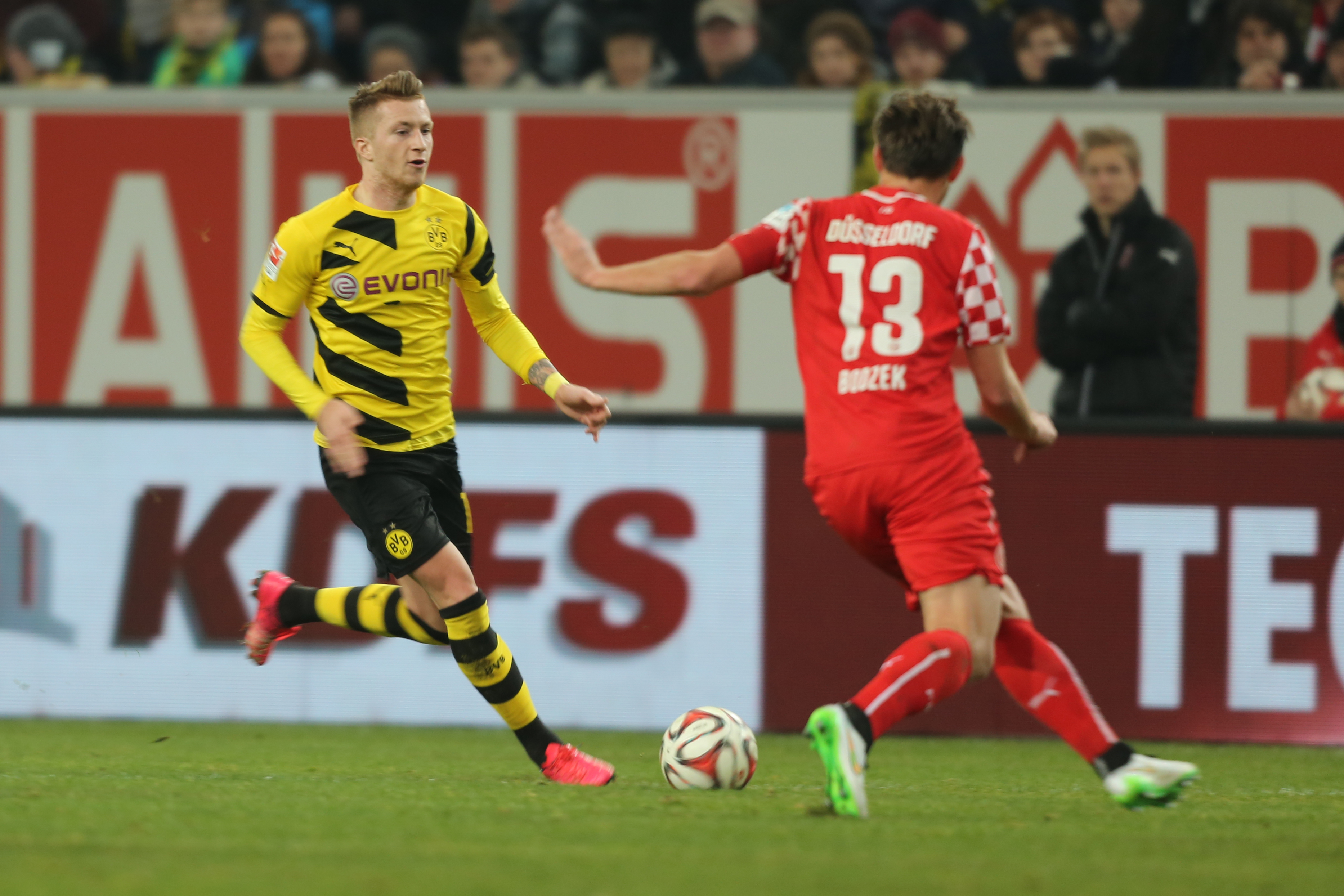
Reus atuando contra o Fortuna Düsseldorf em 2015

Após três vice consecutivos, em 2017 a equipe conseguiu chegar até a final pela quarta vez após eliminarem o Bayern na semifinal, onde o próprio Reus marcou um gol. Na decisão realizada no dia 27 de maio, o clube derrotou o Frankfurt por 2–1.
Em 2021, Marco conseguiu fazer toda a campanha até a final da Copa pela primeira vez sem perder nenhum jogo por lesão. Na competição, fez um gol no primeiro jogo da equipe e depois marcou o seu último na semifinal. Concidentemente, todos esses jogos terminaram em 5–0. Na final, quando enfrentaram o RasenBallsport Leipzig, o jogador deu dois passes a gol e garantiu o título do Blackyellow após uma goleada de 4–1.
Por conta de suas campanhas na Copa da Alemanha e da Bundesliga, o atacante teve a oportunidade de jogar a Supercopa da Alemanha cinco vezes (em outras três oportunidades em que o Borussia participou, ele esteve lesionado e não entrou em campo), onde sagrou-se campeão em três ocasiões.
O clube jogou todas as oportunidades contra o Bayern de Munique. Na primeira vez, em 2012, perdeu para os Bávaros por 2–1. No ano seguinte, Reus emplacou dois gols em Tom Starke e garantiu o primeiro título de sua carreira após golear o clube da Baviera por 4 a 2.
Em 2014, por conta de uma lesão, não entrou em campo, mas viu o Borussia derrotar o Bayern novamente por 2–0. Reus só voltaria a entrar em campo pela competição em 2019, após ficar três Supercopas fora em decorrência de lesão, e viu seu time vencer o clube de Munique novamente por 2–0.
A equipe perdeu em 2020 e em 2021, onde Reus chegou a fazer um tento com assistência de Jude Bellingham, mas terminou a competição sem vencê-la.

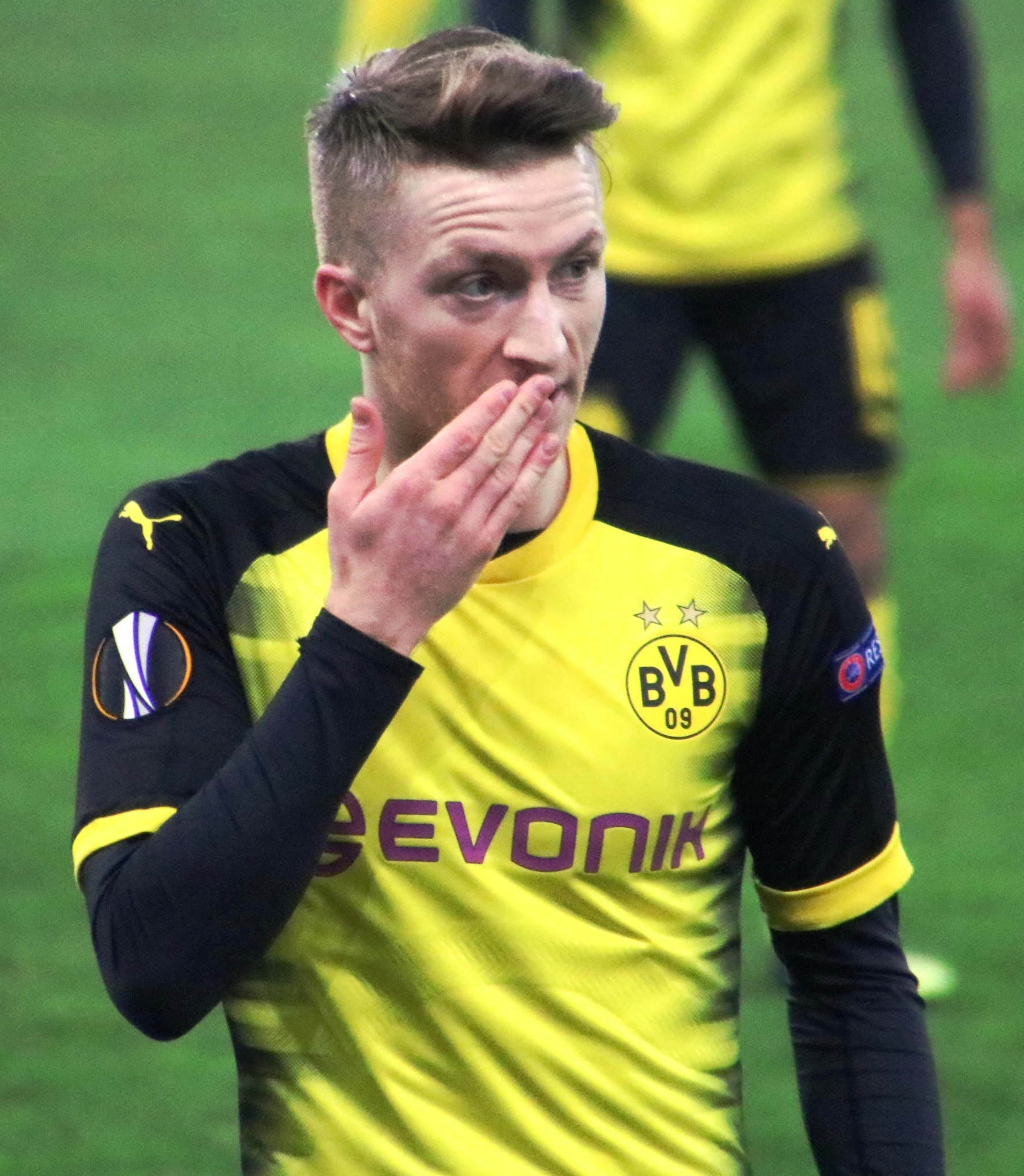
Marco Reus na Europa League em 2018

Reus só disputou a Liga Europa da UEFA três vezes, sendo a sua melhor temporada a vez que disputara a competição pela primeira vez, bem como a única que conseguiu vaga à fase de grupos. Na temporada 2015–16, o jogador desempenhou bons jogos e marcou cinco gols em dez partidas. Seu melhor jogo foi nas oitavas de final, quando, no jogo de ida, balançou as redes do Tottenham duas vezes e garantiu uma vitória segura do Dortmund por 3–0.
O clube, no entanto, teve sua campanha interrompida já na próxima fase. Ao enfrentarem o Liverpool nos jogos de ida, arrancaram um empate dramático, em 1–1, após Divock Origi abrir o placar. Na volta, Reus tentou evitar a derrota do clube alemão em Anfield, já que marcou um gol, mas viu Philippe Coutinho, Origi, Mamadou Sakho e Dejan Lovren impedirem o sonho da equipe de continuar. Eles deixaram a competição após um placar de 5–4 no agregado.
Depois disso, o time não conseguiu mais chegar até as quartas. Eles foram eliminados nas oitavas em 2018, e nos play-offs em 2022.
Em diferença aos seus poucos jogos na Liga Europa, Reus conseguia disputar a Liga dos Campeões da UEFA com muito mais frequência, apesar de ter conseguido passar das quartas de final poucas vezes. Na edição de 2012–13, Marco conseguiu ir longe em seu debut na competição. Em 13 jogos, marcou quatro gols, com destaque para seu tento nas quartas de final diante o Málaga, já que marcou um no empate em 2–2 no jogo que terminou 3–2 para os alemães.

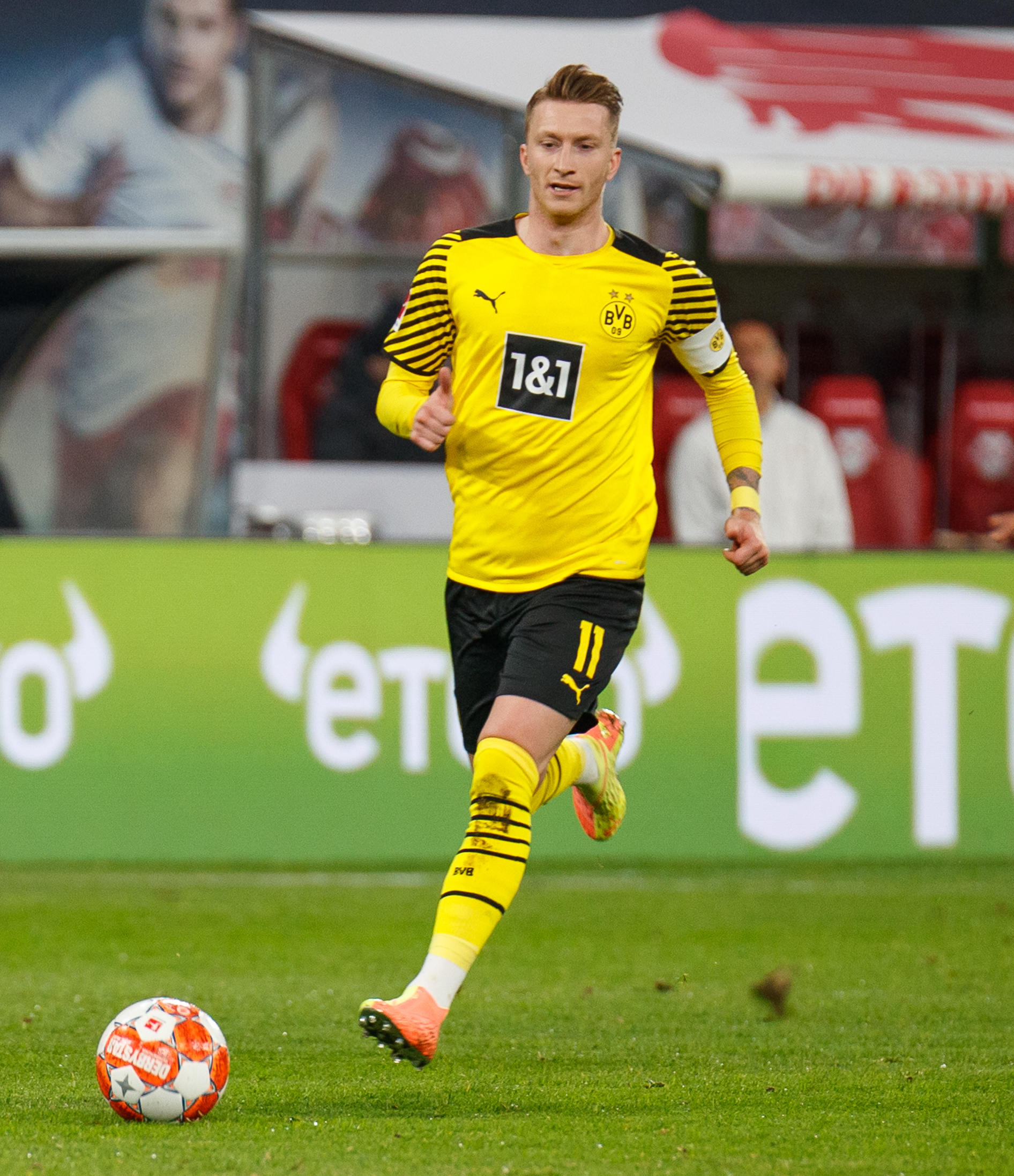
Reus como capitão do Borussia em 2021

Na partida final, após derrotarem o Real Madrid na semi, enfrentaram o Bayern de Munique. O jogo começou com o clube adversário abrindo o placar com Mario Mandžukić, mas, posteriormente, Reus foi derrubado na área e coube a İlkay Gündoğan empatar a partida. Faltando apenas um minuto para o fim do tempo normal, Franck Ribéry deu um passe para Arjen Robben dar fim ao jogo e garantir o título do time vermelho que estava sob o comando de Jupp Heynckes.
Após esse vice-campeonato, o Borussia chegou a participar de diversas edições, mas só atingiu a final novamente em 2024, quando também ficou na segunda colocação.
A equipe acumulou algumas eliminações durante os anos, sendo a de 2020 uma das mais sofridas, já que conseguiram vencer o primeiro jogo do Paris Saint-Germain por 2 a 1, mas perderam a partida de volta por 2–0 no Parc des Princes.
Em 2021, o clube chegou até as quartas de final, mas perderam os dois jogos para o Manchester City de Josep Guardiola e deram adeus à competição. Reus chegou a marcar um gol na partida de ida, mas o clube inglês repetiu o mesmo resultado no jogo de volta (2–1), e consolidou-se entre os semifinalistas.
A carreira de Marco no time alemão foi vitoriosa e marcante, contudo, o jogador passou por diversas situações dramáticas ao longo de seus jogos. Mesmo quando mais jovem, nos primeiros anos de Dortmund, o atacante sofria com sérios problemas de lesão. Ao todo, Reus chegou a perder o equivalente a mais de três temporadas de Bundesliga inteiras por conta desses desconfortos. Tanto tempo tratando de tais problemas fizeram ele passar mais de mil dias no departamento médico se contada todas as suas injúrias.
Em 2014, o jogador sofreu uma das lesões mais relevantes de sua carreira. Ele defendia a Seleção Alemã em um amistoso contra a Armênia quando quando machucou seu tornozelo esquerdo. Isso fez com que ele tivesse de passar por um tratamento que o tirou da Copa do Mundo de 2014. Nesse mundial realizado no Brasil, os alemães sagraram-se campeões.

#### 2023–24

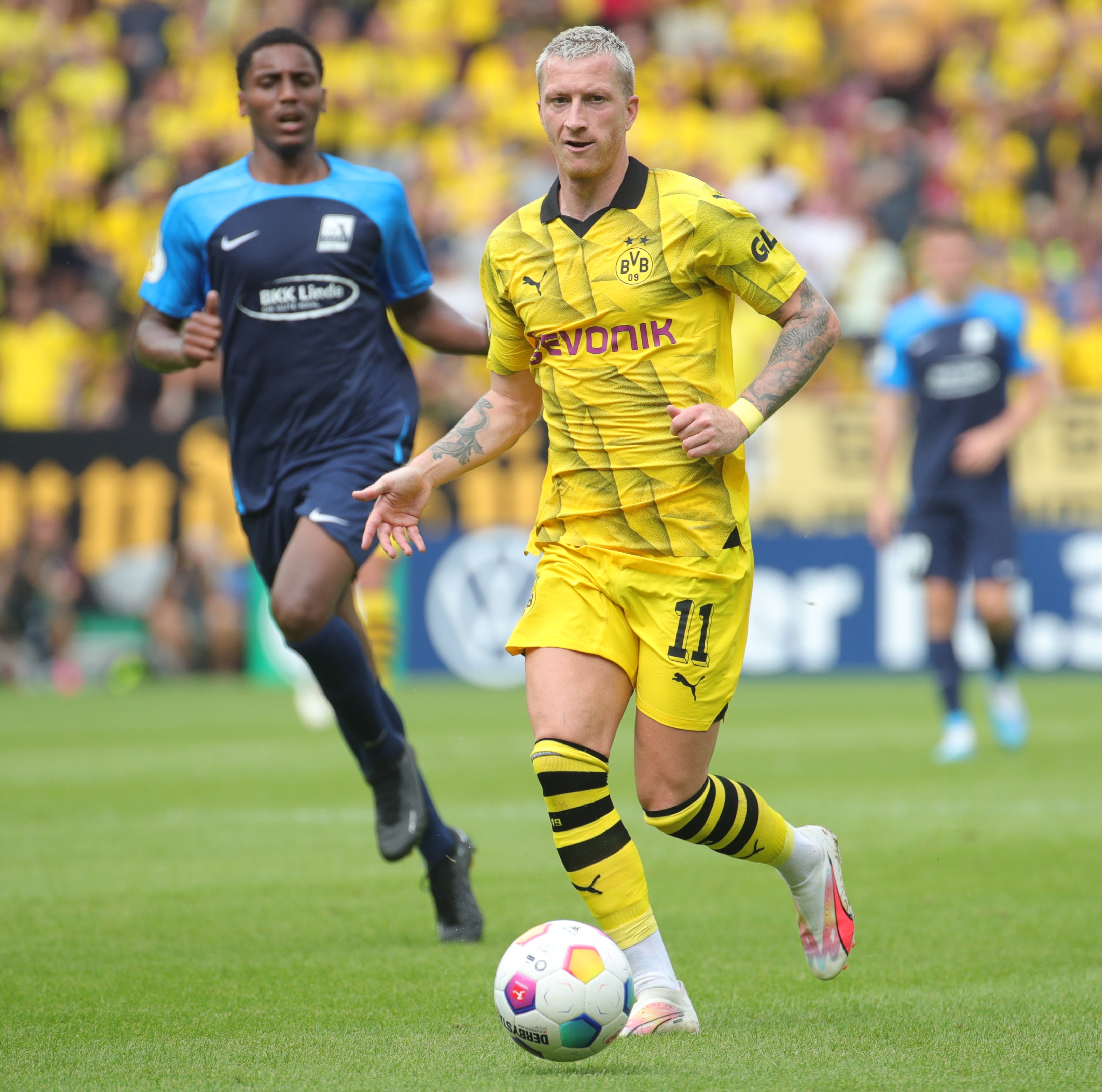
Reus atuando pela Copa da Alemanha

Em maio de 2024, o Borussia Dortmund comunicou que Reus deixaria o clube no final da temporada, após decidir não estender o contrato com o atleta. Quando fez esse anuncio, a equipe já não possuía chances matemáticas de vencer a Bundesliga, que foi conquistada pelo Bayer Leverkusen de Xabi Alonso. Além disso, o clube também já havia sido eliminado na Copa da Alemanha após uma derrota para o Stuttgart. Contudo, o time conseguia realizar sua melhor campanha na Liga dos Campeões, chegando na decisão como 2013.
Pela Liga dos Campeões, o jogador atuou em diversos jogos, mas dificilmente completava os 90 minutos. Ainda assim, Reus conseguiu terminar a fase de grupos marcando um gol e dando uma assistência. As participações aconteceram no dia 28 de novembro, pela quinta rodada da primeira fase, quando marcou de pênalti e deu uma assistência para Karim Adeyemi na vitória por 3–1 contra o Milan, no San Siro.
A partir das oitavas, Reus também conseguiu balançar as redes. Na partida de volta contra o PSV, no dia 13 de março, o alemão fez o gol nos acréscimos do segundo tempo e garantiu uma vitória de 2–0, fazendo com que o Dortmund voltasse às quartas de final pela primeira vez desde 2021.
Na fase das quartas, Reus jogou pouco mais do que sete minutos somando ida e volta. A equipe havia sido derrotada pelo Atlético de Madrid, dos campeões do mundo Rodrigo de Paul, Ángel Correa e Antoine Griezmann. Contudo, o time de Dortmund goleou o clube de Madrid por 4–2 e conseguiu vaga à próxima fase após um placar de 5–3 no agregado.
Já nas semifinais, o Borussia enfrentou o francês Paris Saint-Germain. No jogo de ida, vencido por 1–0 pelo Dortmund, na Alemanha, Reus entrou no lugar de Adeyemi já nos minutos finais. Na partida de volta, também vencida por 1–0, no Parc des Princes, o jogador saiu do banco de reservas e entrou novamente no lugar de Adeyemi. Com a classificação, o meio-campista chegou na sua segunda final de Liga dos Campeões da Europa pelo clube aurinegro.
No dia 18 de maio, Reus realizou seu último jogo pelo Dortmund na Bundesliga na goleada por 4–0 contra o Darmstadt. O jogador marcou um gol de falta e atingiu a marca de 100 gols no Signal Iduna Park. Já no dia 1 de junho, na decisão da Liga dos Campeões, realizada no Estádio de Wembley, Reus entrou no decorrer do segundo tempo e despediu-se da equipe alemã com mais um vice-campeonato — os aurinegros perderam por 2–0 para o Real Madrid.

### Los Angeles Galaxy
Foi anunciado como reforço do Los Angeles Galaxy no dia 15 de agosto de 2024, assinando contrato até o fim de 2026.

## Seleção Nacional

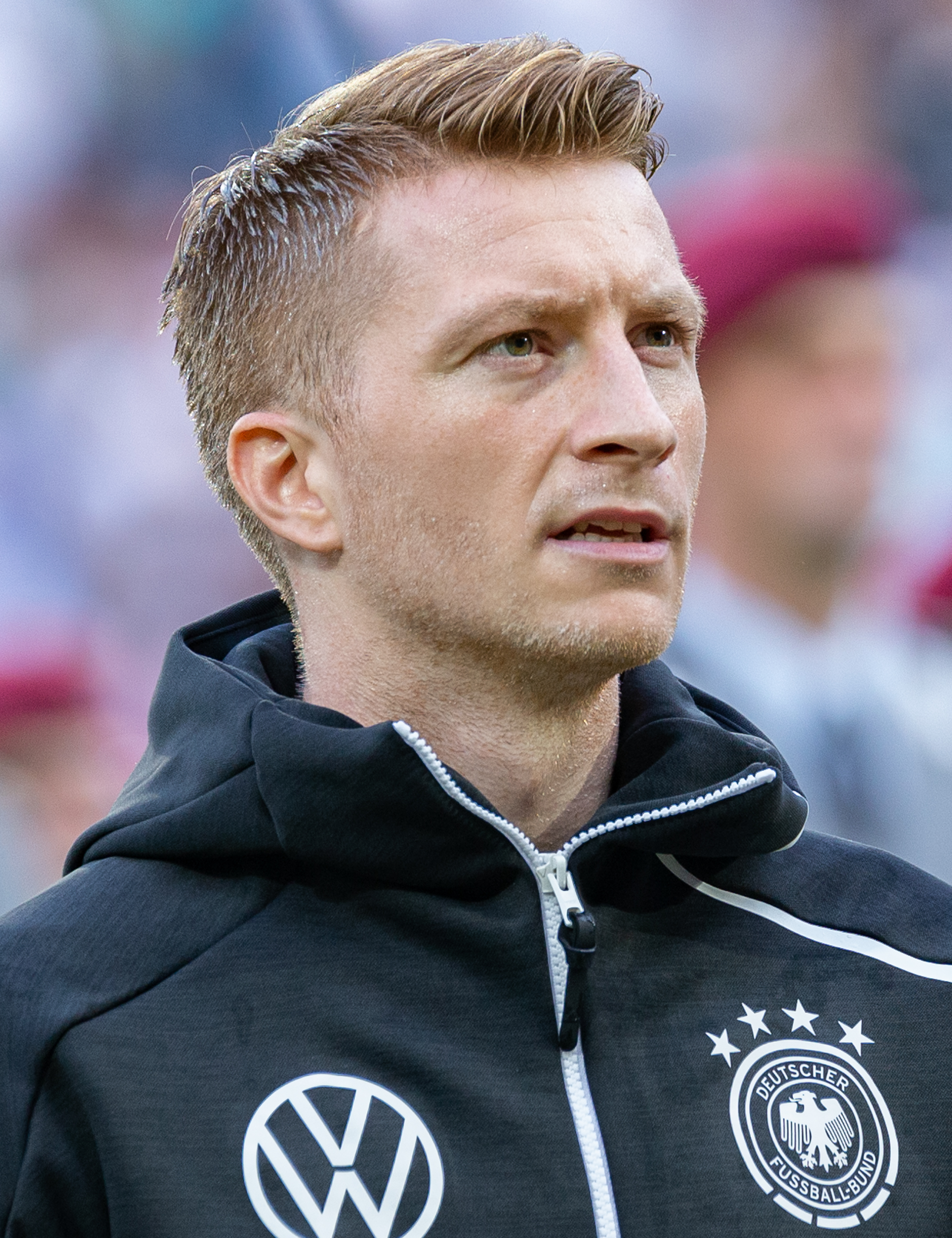
Reus pela Seleção Alemã em 2019

Reus recebeu sua primeira convocação para a Alemanha em maio de 2010, para um amistoso contra Malta, pouco antes da Copa do Mundo. No entanto, só estreou pela Nationalelf no dia 7 de outubro de 2011, contra a Turquia, em partida válida pelas Eliminatórias para a Euro 2012, quando substituiu Mario Götze nos minutos finais.
Convocado por Joachim Löw, fez parte do elenco que foi semifinalista da Eurocopa de 2012, realizada na Polônia e na Ucrânia. Inicialmente reserva da equipe, Reus foi titular e marcou um gol no dia 22 de junho, na vitória por 4–2 contra a Grécia, pelas quartas de final. Dois anos depois, chegou a ser convocado para disputar a Copa do Mundo de 2014, realizada no Brasil, mas foi cortado do elenco por sofrer uma lesão no tornozelo esquerdo num amistoso contra a Armênia, a dez dias da estreia na competição. Na ocasião, Reus foi substituído pelo zagueiro Shkodran Mustafi.
Esteve presente na lista provisória de 27 jogadores para a disputa da Eurocopa de 2016, porém, foi cortado da convocação definitiva por lesão.

## Vida pessoal
Reus é casado com a modelo alemã Scarlett Gartmann. Juntos, eles tiveram sua primeira filha em março de 2019. Em março de 2020, ambos doaram 500 mil euros para pessoas e pequenas empresas necessitadas em sua cidade natal, Dortmund, durante a pandemia de COVID-19.
Em dezembro de 2014, Marco Reus foi multado em 540 mil de euros por dirigir novamente sem carteira de motorista. O jogador foi parado pela polícia diversas vezes e recebeu multas por excesso de velocidade em pelo menos cinco ocasiões desde 2011, até que as autoridades percebessem que ele estava dirigindo sem uma carteira de motorista desde aquela temporada.

## Estatísticas
Atualizadas até 27 de maio de 2023
| Clube                    | Temporada         | Liga               | Liga  | Liga | Copa nacional | Copa nacional | Europa | Europa | Outros | Outros | Total | Total | Ref.   |
| Clube                    | Temporada         | Divisão            | Jogos | Gols | Jogos         | Gols          | Jogos  | Gols   | Jogos  | Gols   | Jogos | Gols  | Ref.   |
| ------------------------ | ----------------- | ------------------ | ----- | ---- | ------------- | ------------- | ------ | ------ | ------ | ------ | ----- | ----- | ------ |
| Rot Weiss Ahlen II       | 2006–07           | Oberliga Westfalen | 5     | 2    | —             | —             | —      | —      | —      | —      | 5     | 2     |        |
| Rot Weiss Ahlen II       | 2007–08           | Oberliga Westfalen | 1     | 1    | —             | —             | —      | —      | —      | —      | 1     | 1     |        |
| Rot Weiss Ahlen II       | Total             | Total              | 6     | 3    | —             | —             | —      | —      | —      | —      | 6     | 3     | —      |
| Rot Weiss Ahlen          | 2007–08           | Regionalliga Nord  | 16    | 1    | —             | —             | —      | —      | —      | —      | 16    | 1     |        |
| Rot Weiss Ahlen          | 2008–09           | 2. Bundesliga      | 27    | 4    | 1             | 0             | —      | —      | —      | —      | 28    | 4     | [ 74 ] |
| Rot Weiss Ahlen          | Total             | Total              | 43    | 5    | 1             | 0             | —      | —      | —      | —      | 44    | 5     | —      |
| Borussia Mönchengladbach | 2009–10           | Bundesliga         | 33    | 8    | 2             | 0             | —      | —      | —      | —      | 35    | 8     | [ 75 ] |
| Borussia Mönchengladbach | 2010–11           | Bundesliga         | 32    | 10   | 3             | 1             | —      | —      | 2      | 1      | 37    | 12    | [ 76 ] |
| Borussia Mönchengladbach | 2011–12           | Bundesliga         | 32    | 18   | 5             | 3             | —      | —      | —      | —      | 37    | 21    | [ 77 ] |
| Borussia Mönchengladbach | Total             | Total              | 97    | 36   | 10            | 4             | —      | —      | 2      | 1      | 109   | 41    | —      |
| Borussia Dortmund        | 2012–13           | Bundesliga         | 32    | 14   | 3             | 1             | 13     | 4      | 1      | 0      | 49    | 19    | [ 78 ] |
| Borussia Dortmund        | 2013–14           | Bundesliga         | 30    | 16   | 4             | 0             | 9      | 5      | 1      | 2      | 44    | 23    | [ 79 ] |
| Borussia Dortmund        | 2014–15           | Bundesliga         | 20    | 7    | 5             | 1             | 4      | 3      | 0      | 0      | 29    | 11    | [ 80 ] |
| Borussia Dortmund        | 2015–16           | Bundesliga         | 26    | 12   | 4             | 2             | 13     | 9      | —      | —      | 43    | 23    | [ 81 ] |
| Borussia Dortmund        | 2016–17           | Bundesliga         | 17    | 7    | 3             | 2             | 4      | 4      | 0      | 0      | 24    | 13    | [ 82 ] |
| Borussia Dortmund        | 2017–18           | Bundesliga         | 11    | 7    | 0             | 0             | 4      | 0      | 0      | 0      | 15    | 7     | [ 83 ] |
| Borussia Dortmund        | 2018–19           | Bundesliga         | 27    | 17   | 3             | 3             | 6      | 1      | —      | —      | 36    | 21    |        |
| Borussia Dortmund        | 2019–20           | Bundesliga         | 19    | 11   | 2             | 1             | 4      | 0      | 1      | 0      | 26    | 12    | [ 84 ] |
| Borussia Dortmund        | 2020–21           | Bundesliga         | 32    | 8    | 6             | 2             | 10     | 1      | 1      | 0      | 49    | 11    | [ 85 ] |
| Borussia Dortmund        | 2021–22           | Bundesliga         | 29    | 9    | 3             | 0             | 8      | 3      | 1      | 1      | 41    | 13    | [ 86 ] |
| Borussia Dortmund        | 2022–23           | Bundesliga         | 25    | 6    | 3             | 1             | 3      | 1      | –      | –      | 31    | 8     | [ 87 ] |
| Borussia Dortmund        | Total             | Total              | 236   | 105  | 33            | 12            | 72     | 28     | 5      | 3      | 387   | 161   | —      |
| Total na carreira        | Total na carreira | Total na carreira  | 391   | 149  | 43            | 16            | 72     | 28     | 7      | 4      | 546   | 210   | —      |

## Títulos
Borussia Dortmund
- Supercopa da Alemanha: 2013, 2014 e 2019
- Copa da Alemanha: 2016–17 e 2020–21

Los Angeles Galaxy
- MLS Cup: 2024
- Conferência Oeste (MLS): 2024

### Prêmios individuais
- Revelação da Bundesliga: 2011–12
- Jogador do Ano da Bundesliga: 2011–12, 2013–14 e 2018–19
- Equipe ideal da Bundesliga: 2011–12, 2013–14, 2014–15, 2015–16[88] e 2018–19[89]
- Equipe ideal da Bundesliga pela Kicker: 2011–12, 2013–14 e 2018–19
- Futebolista Alemão do Ano: 2012 e 2019
- Equipe do Ano da UEFA: 2013
- Equipe ideal  da Liga dos Campeões da UEFA: 2013–14[90]
- Jogador Nacional Alemão do Ano: 2018[91]
- Jogador do mês da Bundesliga: setembro de 2018, novembro de 2018 e dezembro de 2018
- Time da Temporada da ESM: 2018–19

### Artilharias
- Supercopa da Alemanha de 2013 (2 gols)

### Líder de assistências
- Líder de assistências da Bundesliga de 2013–14 (14 assistências)

### Recordes
- Maior artilheiro da história do Borussia Dortmund em competições europeias (27 gols)